# Peperomia moralesii
Peperomia moralesii är en pepparväxtart som beskrevs av Véliz. Peperomia moralesii ingår i släktet peperomior, och familjen pepparväxter. Inga underarter finns listade i Catalogue of Life.